# 오스틴 파워

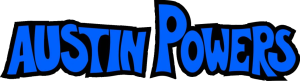
타이틀 로고

오스틴 파워(영어: Austin Powers 오스틴 파워스[*])는 1997년부터 2002년까지 공개된 3편의 미국 영화 시리즈 작품이자 그 주인공이다. 모든 영화 작품의 감독은 제이 로치가 맡고 있으며, 프로듀서로 데미 무어가 참여하고있다. 주연 마이크 마이어스는 프로듀서와 각본도 겸하고있다. 007 시리즈의 패러디로, 영국의 인기 만점 유능한 스파이 오스틴 파워의 활약을 그리고 있다. 영화 제목은 자동차 제조회사 오스틴 모터 컴퍼니에서 유래하였다.

## 영화
- 오스틴 파워: 제로
- 오스틴 파워 2
- 오스틴 파워: 골드멤버